# Théosophie
La théosophie est une attitude philosophique et religieuse, et une forme spécifique de recherche spirituelle, qui signifie étymologiquement « sagesse de Dieu ». Le terme « théosophie » revêt néanmoins deux significations distinctes. La première fait référence à un ensemble de doctrines ésotériques qui auraient traversé l'Antiquité et se seraient continuées en Occident, à travers notamment la théosophie chrétienne allemande représentée par Jakob Böhme au XVIIe siècle. La seconde désigne la « théosophie moderne », ou « théosophisme », se référant alors à la Société théosophique.

## Théosophie antique
La théosophie (theosophia — en grec : theos, divin et sophia, sagesse) a été fondée par des auteurs de l'Antiquité. L'origine du terme se trouve chez les philosophes d'Alexandrie, les philalèthes (en grec : phil, qui aime et aletheia, la vérité)[réf. nécessaire]. Le terme en tant que tel date du IIIe siècle de l'ère chrétienne et fait son apparition avec Ammonios Saccas et ses disciples, qui fondèrent le système théosophique éclectique. La méthode consiste, d'une part, à raisonner en termes d'analogies — on appelait les disciples d'Ammonios Saccas les « analogistes » en raison de leur habitude d'interpréter les légendes, mythes et contes sacrés selon une logique d'analogie et de correspondances — et d'autre part, à connaître l'expérience du divin par l'extase spirituelle et l'intuition directe.
Pour Porphyre, le theosophos est « un être idéal unissant en lui-même la qualité d'un philosophe, d'un artiste et d'un prêtre du plus haut niveau ».
Certains affirment qu'on pourrait voir une continuité du principe théosophique depuis la Grèce antique dans différents écrits comme ceux de Platon (427-347 av. J.-C.), Plotin (204/5-270) et d'autres néoplatoniciens, jusqu'à Jacob Boehme (1575-1624), ainsi qu'en Iran.

## Théosophie chrétienne
Au XVIIe siècle on appelait Jacob Bœhme « le prince de la théosophie chrétienne », dans une Allemagne en plein désarroi religieux. En s'inspirant de sa pensée, Johann Georg Gichtel (en) écrit le Theosophia practica qui paraîtra de façon posthume en 1722.
On peut rattacher à ce courant Valentin Weigel (1533-1588), Heinrich Khunrath (1560-1605) et Johann Arndt (1555-1621).

### Doctrine
Avec l'œuvre de Böhme, la théosophie acquiert, au-delà d'un certain pluralisme doctrinal, ses caractéristiques définitives, qu'Antoine Faivre a synthétisées en trois points :
- Dieu, l'homme et la nature sont associés pour faire l'objet d'une spéculation fondée sur des phénomènes d'illumination ;
- les aspects mythiques de la révélation chrétienne sont privilégiés par le théosophe, lequel met en scène Adam, Lucifer, les anges, mais aussi la Sophia ou l'androgyne primitif ;
- l'être humain possède la capacité d'accéder immédiatement au monde divin, de sorte qu'il peut espérer, avec une interpénétration du divin et de l'humain, associer son esprit à un corps de lumière afin de connaître une seconde naissance.

Le succès que la théosophie rencontra à l'époque peut s'expliquer par divers facteurs :
- le libre examen mis à la mode par le luthéranisme ;
- l'opposition à un magistère plutôt hostile au prophétisme ;
- le désir de renouveler la spiritualité, cent ans après la Réforme ;
- le va-et-vient entre discours rationnel externe et expérience intérieure personnelle ;
- le besoin, caractéristique de cette période, de globaliser la science et la morale ;
- l'apparition de la physique cartésienne (mécanisme), qui provoque, en réaction, la reprise de l'idée de correspondances universelles (le microcosme dans le macrocosme)[6].

À la suite de Böhme, le XVIIe siècle européen connaît d'autres théosophes :
- en Allemagne, Johann Georg Gichtel (de)(1638-1710) et Gottfried Arnold (1666-1714) ;
- aux Pays-Bas, Johann Baptist Van Helmont (1577-1664) et Franziscus Mercurius Van Helmont (1618-1699) ;
- en Angleterre, Robert Fludd (1574-1637), John Pordage (1608-1681) et Jane Leade (1623-1704) ;
- en France, Pierre Poiret (1646-1719) et Antoinette Bourignon (1616-1680)[7].

### Interprétations
Parce qu'il fait une large place à l'intuition imaginative (illumination) et à la démarche analogique (correspondances), ainsi qu'au savoir disponible à un homme de son milieu (christianisme réformé et alchimie théorique), le syncrétisme de Böhme reçoit des éclairages ou des interprétations qui diffèrent selon l'angle de vue adopté, mais se complètent pour couvrir l'ensemble des domaines concernés et livrer l'essentiel de l'enseignement théosophique :
- Pour Emile Boutroux (1845-1921), dans le cadre d'une histoire de la philosophie, le point de départ de Böhme réside dans une tentative de conciliation concernant les fins de l'homme, entre l'optimisme des mystiques (accéder au Royaume de Dieu) et le pessimisme luthérien (participer à un monde corrompu). Pour découvrir comment Dieu peut renaître en ce qui s'est violemment séparé de lui, le théosophe recherche comment le Divin s'est engendré, pourquoi il a créé le monde, et quelle est l'origine du mal. L'originalité de la démarche se manifeste dans le fait que l'auteur s'intéresse à des opérations et non à des essences ; bien plus, la connaissance étant définie comme conscience de l'action, il s'agit, pour connaître, de prendre part à l'opération divine qui a pour terme l'épanouissement et le règne de la personnalité[8].
- Pour Serge Hutin (1929-1997), dans le cadre d'une présentation de l'alchimie, Böhme est influencé par le système contemporain des Frères de la Rose-Croix, lesquels associaient illuminisme, mysticisme, astrologie et alchimie proprement dite[9]. Sur ce modèle, Böhme a étayé ses propres conceptions métaphysico-religieuses en utilisant la symbolique et l'imagerie des alchimistes[10] : à titre d'exemple, la Quintessence, l'Œuf ou l'Androgyne. Ce rapprochement entre religion et ésotérisme était facilité par l'idée selon laquelle les opérations de l'Ars Magna nécessitaient une démarche ascétique et mystique[11].
- Pour Françoise Bonardel (1945- ?), dans le cadre d'un panorama des sagesses universelles, Böhme met en exergue la prise de conscience par l'être humain de sa ressemblance avec la Déité. Devient alors possible la régénération de l'homme, définie sur le modèle de la transmutation alchimique, alliant la matière à l'esprit. Il s'agira, dans le même temps, de laisser Dieu naître en soi et de le connaître, non pas théoriquement, mais en explorant sa nature paradoxale (amour et colère), en scrutant ses signatures dans la nature, en se laissant emporter au cœur de la roue divine[12].
- Pour Michel Cornuz, dans le cadre d'une encyclopédie du protestantisme, Böhme (dont il souligne que l'œuvre fut mise à l'index par l'orthodoxie luthérienne) pose une dualité entre le bien et le mal dans la nature, ou encore entre l'angoisse et la joie chez l'homme, cette dualité étant, par le jeu des correspondances, le signe hiéroglyphique d'une dualité en Dieu même. À tous les niveaux de l'être s'observe ainsi une dialectique qui répète le Mysterium magnum, à savoir la naissance de Dieu, qui triomphe de l'Ungrund (sans fond) de l'abîme, pour établir ordre et harmonie dans l'univers[13]
- Pour Jean-Marc Vivenza (1957-), dans le cadre d'une monographie consacrée au théosophe, Böhme confie un rôle capital à la figure gnostique de la Vierge Sophia, présente et agissante aussi bien lors de la génération de Dieu (passage de l'abîme sans fond à l'Un primordial, lequel prélude à la formation de la Trinité)[14], qu'au cours du processus de régénération de l'homme par la pénitence, la prière et la contemplation[15]. Sophia est en effet donatrice d'être : sagesse de Dieu, elle dédouble le Logos, constituant d'ailleurs le corps spirituel du Christ ; miroir de Dieu, elle exprime le monde divin à l'intérieur de la nature ; désir de Dieu, elle suscite, par la prise de conscience des êtres, leur émergence active à la plénitude de l'existence[16].
- Pour Anselm Grün (1945-), dans le cadre d'une initiation à la mystique chrétienne, Böhme manifeste le désir de pénétrer progressivement dans le mystère de Dieu, au fondement de tout être, et ce par le biais de la nature, car c'est en elle que se révèlent par excellence la beauté de Dieu et l'amour qu'il porte à l'homme. Cette référence à la nature vient compléter de manière intuitive les Écritures, pour imaginer une entité formée de Dieu, de l'homme et de l'univers, dans laquelle, cependant, Dieu ne peut être confondu ni avec l'un ni avec l'autre (panthéisme). Le visible est ainsi miroir de l'Invisible : pour se révéler, le Dieu caché utilise une sorte de langage naturel qui peut être compris et vécu comme une expérience mystique, même de ceux qui ne se reconnaissent pas dans le christianisme[17].

## Théosophie moderne / Théosophisme

Emblème de la société théosophique.
Les cinq symboles visibles dans le sceau sont l'Étoile de David, l'Ânkh, le Sauvastika, l'Ouroboros et, au-dessus du sceau, le signe Aum.
Autour du sceau sont écrits les mots : « Il n'y a pas de religion supérieure à la Vérité ».

Le terme « théosophie » correspond également à un système de croyances modernes et a été spécialement utilisé par Helena Blavatsky au XIXe siècle pour définir thématiquement la doctrine de ses maîtres, les Mahatma. Avec Henry Steel Olcott et William Quan Judge, elle fonde la Société théosophique en 1875. Elle souhaite une renaissance moderne du principe théosophique ancien qui se fonde sur un syncrétisme à base de traditions de l'hindouisme et du bouddhisme, que ces théosophes modernes affirment reposer sur un « Corps de Vérité » commun à toutes les religions : la Tradition Primordiale. La théosophie, précisent-ils, représente un aspect moderne du Sanatana Dharma, « la Vérité Éternelle », comme religion en soi. On peut lire dans une brochure de la Société Théosophique de 1979 : « La Théosophie n'appartient pas à la Société théosophique ; au contraire la Société théosophique appartient à la Théosophie. »
La Loge Unie des Théosophes fondée en 1909 à l'initiative de Robert Crosbie (en) s'en tient à la Théosophie telle que transmise par Helena Blavatsky et William Quan Judge, en réaction à la Neo-Theosophy (en) considérée comme une forme dévoyée de la doctrine originelle de Blavatsky.
René Guénon proposera l'utilisation du terme « Théosophisme » pour éviter toute confusion entre la Théosophie et la Société théosophique : « Mme Blavatsky, a pu avoir une connaissance plus ou moins complète des écrits de certains théosophes, notamment de Jacob Bœhme, et y puiser des idées qu’elle incorpora à ses propres ouvrages avec une foule d’autres éléments des provenances les plus diverses, mais c’est tout ce qu’il est possible d’admettre à cet égard ». Il ajoute : 

« Si les prétendus théosophes dont parle M. Oltramare ignorent à peu près tout des doctrines hindoues et ne leur ont emprunté que des mots qu’ils emploient à tort et à travers, ils ne se rattachent pas davantage à la véritable théosophie, même occidentale ; et c’est pourquoi nous tenons à distinguer soigneusement « théosophie » et « théosophisme ». Mais, laissant de côté le théosophisme, nous dirons qu’aucune doctrine hindoue, ou même plus généralement aucune doctrine orientale, n’a avec la théosophie assez de points communs pour qu’on puisse lui donner le même nom ; cela résulte immédiatement du fait que ce vocable désigne exclusivement des conceptions d’inspiration mystique, donc religieuse, et même spécifiquement chrétienne. La théosophie est chose proprement occidentale ; pourquoi vouloir appliquer ce même mot à des doctrines pour lesquelles il n’est pas fait, et auxquelles il ne convient pas beaucoup mieux que les étiquettes des systèmes philosophiques de l’Occident ? »

— René Guénon, L'Homme et son devenir selon le Vêdânta (1925)
Une réponse à l'ouvrage de Guénon « Le Théosophisme, histoire d'une pseudo-religion », publié en 1921, a paru en 1922. Elle est signée "Paul Bertrand", pseudonyme du professeur universitaire suisse Georges Méautis.
Un certain nombre d'auteurs contemporains utilisent ce néologisme dans leurs écrits comme Antoine Faivre et Pierre A. Riffard.